# Veinte de Noviembre, El Mante
Veinte de Noviembre är en ort i Mexiko.   Den ligger i kommunen El Mante och delstaten Tamaulipas, i den centrala delen av landet, 400 km norr om huvudstaden Mexico City. Veinte de Noviembre ligger 70 meter över havet och antalet invånare är 105.
Terrängen runt Veinte de Noviembre är mycket platt. Runt Veinte de Noviembre är det ganska tätbefolkat, med 65 invånare per kvadratkilometer. Närmaste större samhälle är Ciudad Mante, 7,0 km söder om Veinte de Noviembre. Trakten runt Veinte de Noviembre består till största delen av jordbruksmark.